# Joel Sadu Aminu
Joel Sadu Aminu (* 23. April 1997 in Moers) ist ein deutscher Basketballspieler auf der Position zwei (Shooting Guard). Er gehört seit 2025 zum Aufgebot der Telekom Baskets Bonn.

## Laufbahn
Aminu spielte in der Jugend der Basketballgemeinschaft Kamp-Lintfort und spielte ab 2011 zusätzlich für TSV Bayer 04 Leverkusen erst in der Jugend-Basketball-Bundesliga, dann in der Nachwuchs-Basketball-Bundesliga. Im Herrenbereich sammelte er erste Erfahrungen bei den Kamp-Lintfortern in der 2. Regionalliga und erhielt nach starken Leistungen in der Saison 2014/15 Angebote aus höheren Ligen.
Er wechselte 2015 zum Team Ehingen Urspring und stieg mit der Mannschaft in seiner ersten Saison von der 2. Bundesliga ProB in die 2. Bundesliga ProA auf. Zum Wechsel nach Ehingen hatte er sich entschlossen, da er seine Chancen erhöhen wollte, an eine Uni in den Vereinigten Staaten zu wechseln. Zahlreiche Spieler verwendeten Ehingen als Sprungbrett in die USA. „Natürlich wäre es ein Traum, irgendwann einmal an einem College zu spielen und in den USA zu studieren“, wurde Aminu im Mai 2015 zitiert. Nach dem Aufstieg in die ProA entschied er sich jedoch, vorerst nicht den Gang in die USA anzustreben, sondern mit Ehingen in der zweithöchsten deutschen Klasse zu spielen.
Im Juni 2017 wurde Aminu von Phoenix Hagen (ProA) unter Vertrag genommen. Mit einem Punktedurchschnitt von 9,5 je Begegnung gehörte er im Spieljahr 2017/18 gleich zu den Leistungsträgern des Hagener Aufgebots. Er steigerte sich weiter und kam im Spieljahr 2020/21 auf 12,2 Punkte pro Partie. Im Sommer 2021 wechselte er zum Bundesligisten Brose Bamberg. Er kam in den Bamberger Farben auf sieben Bundesliga-Einsätze, in denen er jeweils ohne Punkte blieb. Mitte Dezember 2021 ging Aminu in die zweite Liga zurück und spielte fortan für den SC Rasta Vechta. In der Saison 2022/23 war er mit 16,4 Punkten je Begegnung Vechtas bester Korbschütze und wurde mit den Niedersachsen Zweitligameister. Aminu wurde von der 2. Bundesliga als bester Spieler der Meisterrunde 2023 ausgezeichnet.
Zur Saison 2025/26 wechselte Aminu innerhalb der Liga zu den Telekom Baskets Bonn, die ihn mit einem Vertrag bis 2027 ausstatteten. Zur Auflösung seines Vertrages in Vechta einigten sich beide Vereine auf eine Ablöse.

### Nationalmannschaft
Im November 2024 wurde Aminu erstmals in die deutsche A-Nationalmannschaft berufen. Im selben Monat beging er gegen Schweden seinen Länderspieleinstand.